# Ленметрогипротранс

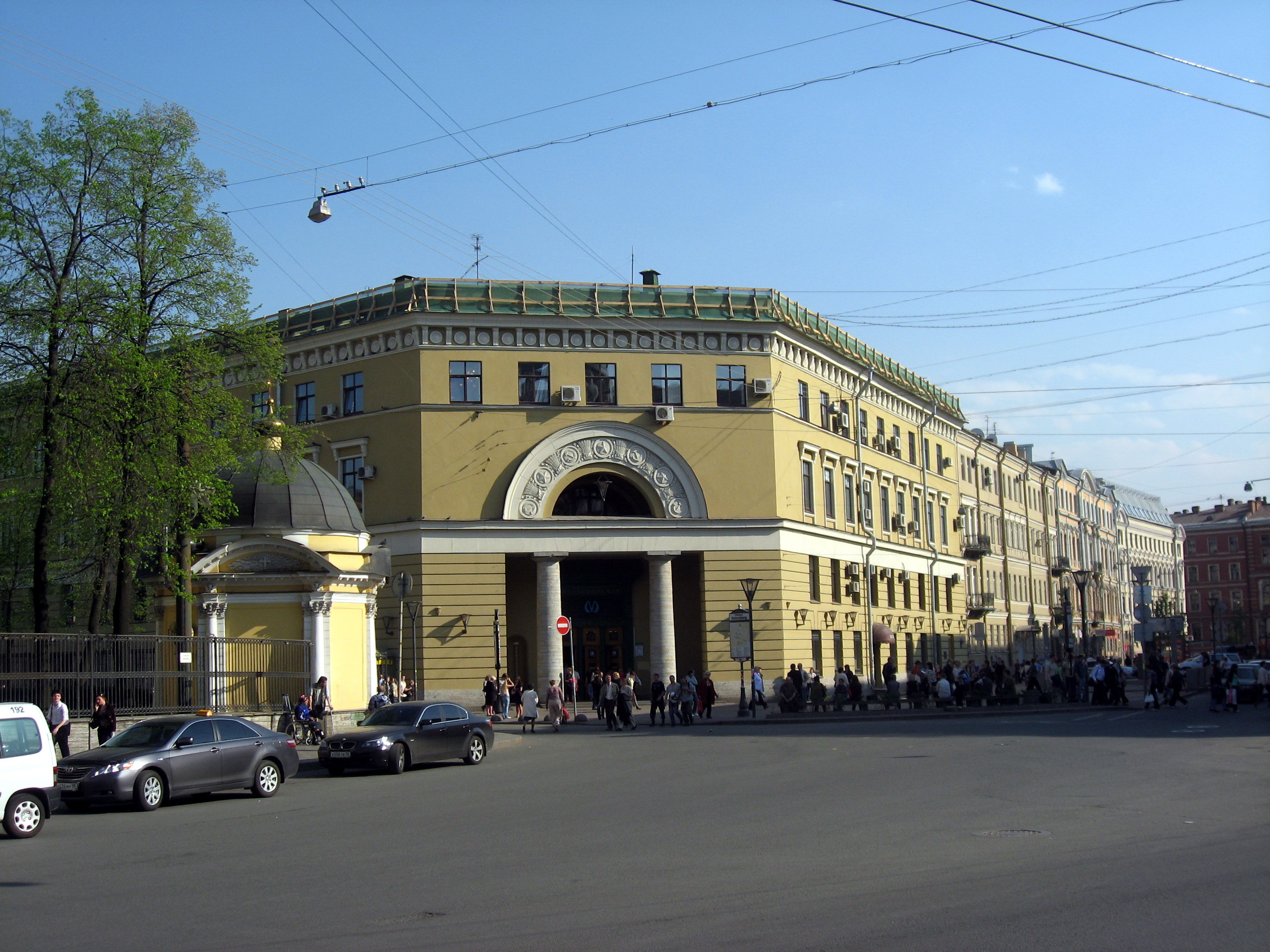
Здание ЛМГТ. На первом этаже — вестибюль станции метро «Владимирская»

«Ленметрогипротранс» — санкт-петербургский научно-исследовательский проектно-изыскательский институт, занимающийся комплексным проектированием метрополитенов и других тоннельных и подземных сооружений.

## Адрес
Расположен по адресу: 191002, Санкт-Петербург, Большая Московская ул., 2. В здании расположен вестибюль станции метро «Владимирская».
Изначально (до 1956 года) располагался в доме № 26 по Невскому проспекту, напротив Казанского собора.

## История института
Исторически организация берёт своё начало из группы «Стройпроект № 5» (Управление строительства Ленинградского метрополитена, строительство № 5 НКПС), созданной в январе 1941 года и изначально являвшейся филиалом «Метропроекта» (тогда, несколько месяцев до начала войны, организацию возглавлял Иван Зубков).
После начала Великой Отечественной войны работы приостановились, и были возобновлены лишь в 1946 году; 3 декабря этого года приказом № 795/цз, подписанным начальником «Главтоннельметростроя» генерал-директором пути и строительства II ранга М. А. Самодуровым, организуется первый ленинградский филиал «Метропроекта» — «Ленметропроект».
29 января 1947 года начальником «Ленметропроекта» был назначен Валентин Михайлович Ленин (гидротехник по образованию, имевший за плечами опыт проектной работы с 1935 года в «Метропроекте» — от инженера до главного инженера проекта и начальника отдела спецсооружений).
В 1977 году организация была преобразована в «Ленметрогипротранс».
Областью деятельности института в 2011—2013 годах было проектирование метрополитена в Петербурге и транспортной инфраструктуры для Олимпиады-2014 в Сочи, выполнение проектных работ по метрополитену в Минске (Республика Беларусь).
По проектам института построены и эксплуатируются пять линий метрополитена в Санкт-Петербурге (общей длиной более 125 км, 67 станций). За время работы институтом запроектировано около 800 км автодорожных и железнодорожных тоннелей.
Проектируются и строятся новые линии метрополитена в Санкт-Петербурге, Москве, других городах России и за рубежом.

## Спроектированные объекты
Наиболее значимые объекты проектирования, в том числе объекты, в проектировании которых институт «Ленметрогипротранс» принимал участие.
- Кировско-Выборгская линия Ленинградского метрополитена (1955—1978 гг.)
- Московско-Петроградская линия Ленинградского метрополитена (1961—2006 гг.)
- Невско-Василеостровская линия Ленинградского метрополитена (1967—2018 гг.)
- Правобережная линия Ленинградского метрополитена (1985—2024 гг.)
- Фрунзенско-Приморская линия Петербургского метрополитена (1991—2019 гг.)
- Казанский метрополитен (станция Аметьево) (2005 г.)
- 10 тоннелей на трассе Байкало-Амурской магистрали (1975—1989 гг.)
- Северомуйский тоннель БАМа (2003 г.)
- Мацестинский автодорожный тоннель (2000 г.)
- Краснополянский автодорожный тоннель (2002 г.)
- Новый Большой Новороссийский тоннель Северо-Кавказской железной дороги (2009 г.)
- Совмещённая автомобильная и железная дорога Адлер — Красная Поляна (тоннельный комплекс № 3) (2013 г.)
- Автодорожные тоннели № 1, № 2, № 3 на обходе г. Сочи (2008—2009 г.)

## Начальники организации
- Самодуров М. А. (1946 год — декабрь 1946 года);
- Ленин В. М. (29 января 1947 года — 1 июля 1950 года);
- Казанцев С. С. (1 июля 1950 года — 2 июня 1969 года);
- Медейко В. И. (июнь 1969 года — 26 апреля 1981 года);
- Кулагин Н. И. (июль 1981 года — май 2010 года);
- Маслак В. А. (с мая 2010 года по настоящее время).